# Osteocyt

SEM-opname van een osteocyt

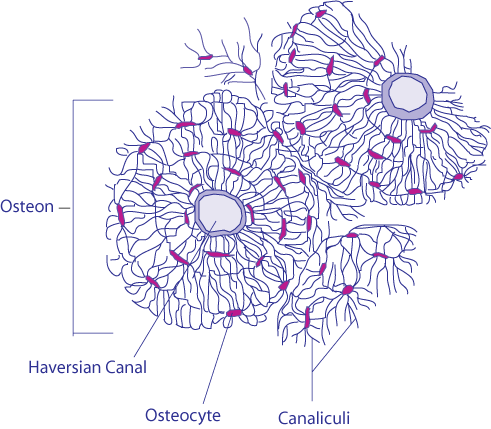
Voorbeeld van een structuur van een bot met de locatie van de osteocyt aangegeven. Haversian Canal: Kanaal van Havers

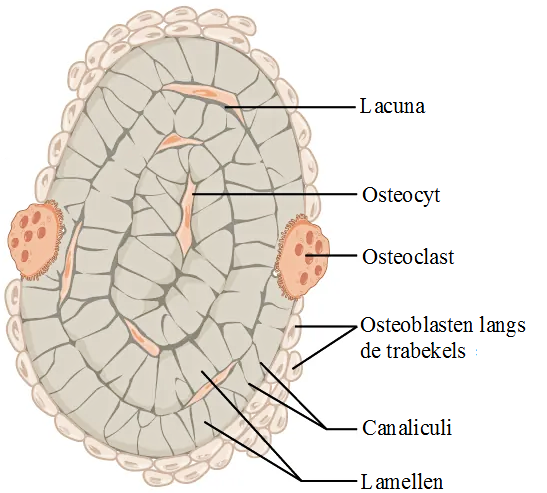
Botweefsel

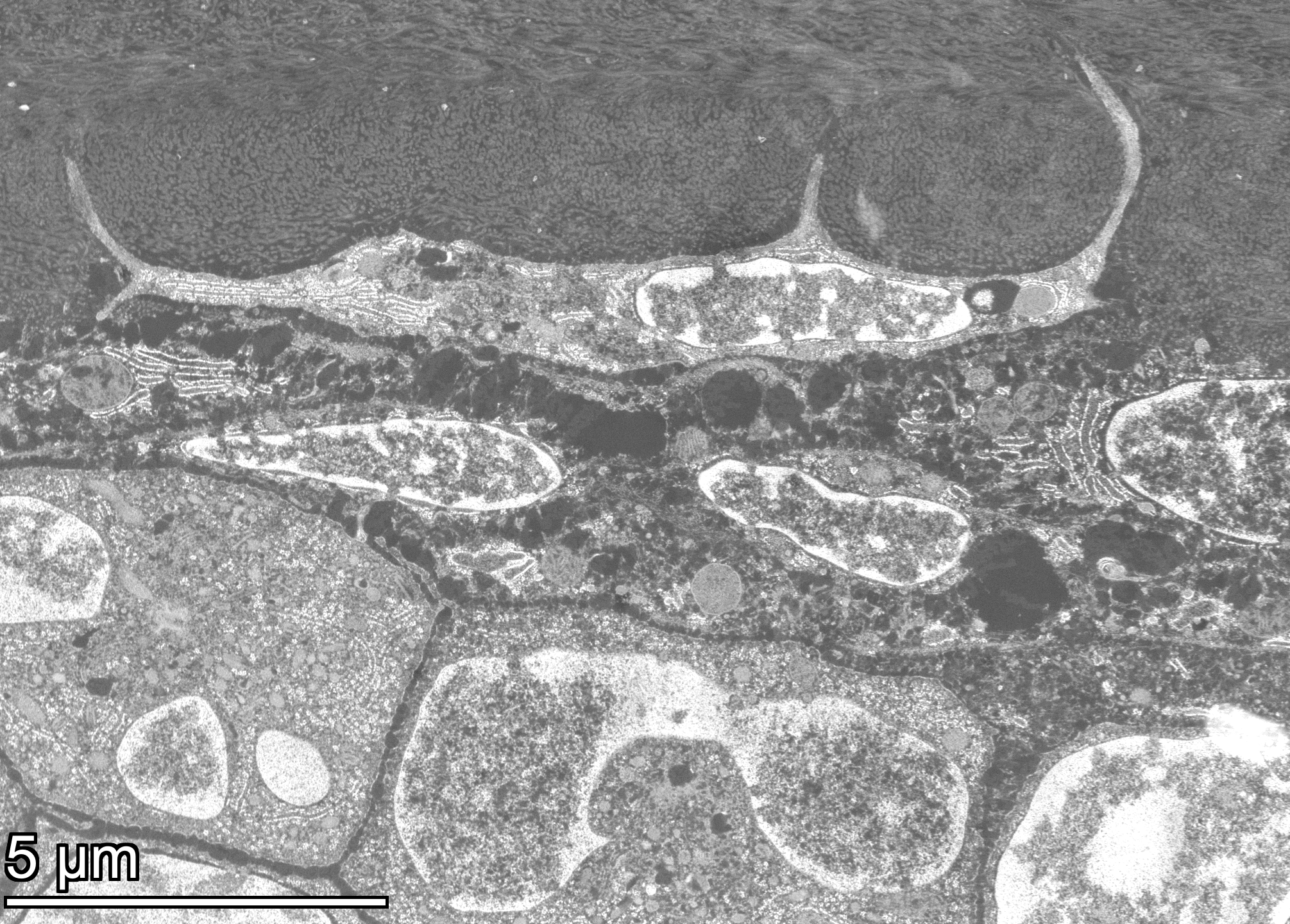
Osteocyt bovenop osteoblasten

Een osteocyt is de meest voorkomende cel in botweefsel. Nadat een osteoblast vast komt te zitten tijdens het vormen van de botmatrix, transformeert hij tot een osteocyt. Hierbij is hij omgeven door gemineraliseerd bot en collageenvezels. De osteocyt bevindt zich dan in de botlacune. Osteocyten zijn met elkaar verbonden via lange canaliculi, die gebruikt worden voor het uitwisselen van mineralen, voedingsstoffen en afvalstoffen via gap junctions. Dit netwerk van kanalen is complex en heeft bij de mens naar schatting een totale lengte van 175000 km. Daarnaast hebben deze een functie in het meten van de vloeistofschuifstroomkrachten door de kanalen. Osteocyten zijn net als osteoblasten en zenuwcellen niet in staat tot mitotische deling. Toch is in vergelijking met zenuwcellen het osteocytennetwerk zeer dynamisch, dankzij de continue bothermodellering. Het volwassen menselijk lichaam heeft er ongeveer 42 miljard..

## Structuur
Osteocyten hebben een stervorm en zijn ongeveer 7 micrometer hoog en breed en 15 micrometer lang. Het cellichaam varieert in grootte van 5-20 micrometer in diameter en bevat 40-60 celuitlopers per cel, met een cel-tot-cel afstand tussen 20-30 micrometer. Een volwassen osteocyt heeft een celmembraan en bevat een enkele kern die zich aan de vasculaire zijde bevindt. De cel vertoont ook een kleiner endoplasmatisch reticulum, golgi-apparaat en minder mitochondriën. Het heeft celuitlopers die in concentrisch lopende lamellen grotendeels uitstralen naar de botoppervlakken of naar een kanaal van Havers en een buitenste cementlijn die typisch zijn voor osteonen in concentrisch lamellair bot. Osteocyten vormen een uitgebreid lacunocanaliciculair netwerk binnen de gemineraliseerde collageen type I botmatrix, met cellichamen die zich in lacunae bevinden en cel-/dendritische uitlopers in kanalen die canaliculi worden genoemd.

## Functies
- Reguleren van de balans tussen opbouw en afbraak van botweefsel via het meten van de vloeistofschuifstroomkrachten en hormonale factoren en osteocytische osteolyse.
- Zorgen voor de instandhouding van de botmatrix door het produceren van signaalstoffen.
- Bijdragen aan de homeostase door opbouw en afbraak van vooral calciumfosfaat in het mineraalreservoir.[9]

Osteocyten zijn in staat tot moleculaire synthese en modificatie, evenals tot transmissie van signalen over lange afstanden, op een manier die vergelijkbaar is met het zenuwstelsel. Ze zijn het meest voorkomende celtype in bot (31.900 per kubieke millimeter in runderbot tot 93.200 per kubieke millimeter in rattenbot). De meeste receptoractiviteiten die een belangrijke rol spelen in de botfunctie zijn aanwezig in de volgroeide osteocyt.
Osteocyten zijn een belangrijke regelaar van botmassa. Osteocyten bevatten glutaminezuurtransporters die zenuwgroeifactoren produceren na een botbreuk, het bewijs van een sensorisch en informatieoverdrachtssysteem. Toen osteocyten experimenteel werden vernietigd, vertoonden de botten een significante toename in botresorptie, verminderde botvorming, trabeculair botverlies en verlies van respons op onbruik.
Osteocyten zijn mechanosensorcellen die de activiteit van osteoblasten en osteoclasten binnen een basismulticellulaire eenheid (BMU) controleren, een tijdelijke anatomische structuur waar bothermodellering plaatsvindt. Osteocyten genereren een remmend signaal dat via hun celuitlopers wordt doorgegeven aan osteoblasten voor rekrutering, waardoor botvorming mogelijk wordt.
Osteocyten zijn ook een belangrijke endocriene regulator in het metabolisme van mineralen zoals fosfaten. Er is aangetoond dat osteocytspecifieke eiwitten zoals sclerostine functioneren in het mineraalmetabolisme, evenals andere moleculen zoals PHEX, DMP-1, MEPE en FGF23, die sterk door osteocyten tot expressie worden gebracht en fosfaat en biomineralisatie reguleren. Osteocytregulatie kan worden gekoppeld aan ziekte. Lynda Bonewald stelde bijvoorbeeld vast dat osteocyten FGF23 aanmaken, dat via de bloedsomloop gaat om de afgifte van fosfor door de nieren te activeren. Zonder voldoende fosfor worden botten en tanden zachter en worden spieren zwak, zoals bij X-gebonden hypofosfatemie. X-gebonden hypofosfatemie is een zeldzame erfelijke ziekte, waarbij er sprake is van een te lage fosfaatwaarde in het bloed, doordat er teveel fosfaat wordt uitgeplast.

### Sclerostine
Osteocyten synthetiseren sclerostine, een uitgescheiden eiwit dat botvorming remt door binding aan LRP5/LRP6-coreceptoren en het afzwakken van Wnt-signalering. Sclerostine, het product van het SOST-gen, is de eerste bemiddelaar van communicatie tussen osteocyten, botvormende osteoblasten en botafbrekende osteoclasten, cruciaal voor bothermodellering. Alleen osteocyten maken sclerostine, dat op paracriene wijze werkt om botvorming te remmen. Sclerostine wordt geremd door parathyroïdhormoon (PTH) en mechanische belasting. Sclerostine antagoniseert de activiteit van BMP, een cytokine dat bot- en kraakbeenvorming induceert.

## Ontwikkeling
Uit fossiele gegevens blijkt dat osteocyten aanwezig waren in botten van kaakloze vissen van 400 tot 250 miljoen jaar geleden. Er is aangetoond dat de grootte van osteocyten covarieert met de grootte van het genoom; en deze relatie is gebruikt in paleogenomisch onderzoek.
Tijdens de botvorming wordt een osteoblast achtergelaten en ingesloten in de botmatrix, die contact onderhoudt met andere osteoblasten via uitgebreide cellulaire uitlopers. Het proces van osteocytogenese is grotendeels onbekend, maar de volgende moleculen blijken een cruciale rol te spelen in de productie van gezonde osteocyten, hetzij in de juiste aantallen of specifieke verspreiding: matrixmetalloproteïnasen (MMP's), dentinematrixproteïne 1 (DMP-1), osteoblast/osteocytfactor 45 (OF45), Klotho, TGF-β-induceerbare factor (TIEG), lysofosfatidinezuur (LPA), E11-antigeen en zuurstof. 10-20% van de osteoblasten differentiëren tot osteocyten.[6] Die osteoblasten op het botoppervlak die bestemd zijn voor insluiting als osteocyten vertragen de botmatrixproductie en worden ingesloten door naburige osteoblasten die actief matrix blijven produceren.
Palumbo et al. (1990) onderscheiden drie celtypen van osteoblast tot volwassen osteocyt:
- type I preosteocyt (osteoblastische osteocyt),
- type II preosteocyt (osteoïde osteocyt) en
- type III preosteocyt (gedeeltelijk omgeven door minerale matrix).[21]

De ingesloten "osteoïde-osteocyt" moet twee functies tegelijk uitvoeren: mineralisatie reguleren en verbindende dendritische uitlopers vormen, waarvoor splitsing van collageen en andere matrixmoleculen nodig is.[11] De transformatie van beweeglijke osteoblast naar ingesloten osteocyt duurt ongeveer drie dagen, en gedurende deze tijd produceert de cel een volume extracellulaire matrix dat drie keer zo groot is als zijn eigen celvolume, wat resulteert in een volumereductie van 70% in het volwassen osteocytcellichaam vergeleken met het oorspronkelijke osteoblastvolume. De cel ondergaat een dramatische transformatie van een polygonale vorm naar een cel met dendrieten naar het mineraliserende gedeelte, gevolgd door dendrieten die zich uitstrekken naar de vasculaire ruimte of het botoppervlak. Terwijl de osteoblast overgaat in een osteocyt, wordt alkalische fosfatase verminderd en caseïnekinase II verhoogd, evenals osteocalcine.
Osteocyten lijken verrijkt te zijn met eiwitten die resistent zijn tegen hypoxie, wat te wijten lijkt te zijn aan hun ingebedde locatie en beperkte zuurstoftoevoer. Zuurstofspanning kan de differentiatie van osteoblasten tot osteocyten reguleren, en osteocythypoxie kan een rol spelen bij door inactiviteit veroorzaakte botresorptie.

## Pathofysiologie
Avasculaire necrose verwijst naar het klassieke patroon van celdood en complexe osteogenese en botresorptieprocessen. Het is het gevolg van tijdelijk of permanent verlies van bloedtoevoer naar het bot. Osteocytennecrose (ON) begint met hematopoëtische en adipocytische cellulaire necrose samen met interstitieel beenmergoedeem. ON treedt op na ongeveer 2 tot 3 uur hypoxie; histologische tekenen van osteocytische necrose worden pas zichtbaar ongeveer 24 tot 72 uur na hypoxie. ON wordt eerst gekenmerkt door pyknose van celkernen, gevolgd door holle osteocytlacunae. Capillaire revascularisatie en reactieve hyperemie vinden licht plaats aan de periferie van de necroseplaats, gevolgd door een reparatieproces dat zowel botresorptie als -productie combineert en dood bot onvolledig verandert in levend bot. Nieuw bot overlapt dode trabeculae samen met fragmentarische resorptie van dood bot. De botresorptie is beter dan de botvorming, wat resulteert in een netto verwijdering van bot, een vervormde structurele integriteit van de subepifyse trabeculae, gewrichtsincongruentie en een subepifyse botbreuk.

## Klinische betekenis
Klinisch belangrijk onderzoek naar een gelgebaseerd in vitro 3D-model voor de osteocytische potentie van menselijke CD34+-stamcellen is beschreven. De resultaten bevestigen dat de menselijke CD34+-stamcellen een uniek osteogeen differentiatiepotentieel bezitten en kunnen worden gebruikt bij de vroege regeneratie van beschadigd bot. Osteocyten sterven als gevolg van veroudering, degeneratie/necrose, apoptose (geprogrammeerde celdood) en/of osteoclastische insluiting. Het percentage dode osteocyten in bot neemt toe met de leeftijd van minder dan 1% bij de geboorte tot 75% na de leeftijd van 80. Er wordt gedacht dat osteocytenapoptose verband houdt met verminderde mechanotransductie, wat mogelijk leidt tot de ontwikkeling van osteoporose. Apoptotische osteocyten geven apoptotische bolvormige lichaampjes af die RANKL tot expressie brengen om osteoclasten te rekruteren.
Mechanische belasting verhoogt de levensvatbaarheid van osteocyten in vitro en draagt bij aan het transport van opgeloste stoffen door het lacuno-canaliculair systeem in bot, wat de uitwisseling van zuurstof en voedingsstoffen en de diffusie naar osteocyten verbetert. Er is aangetoond dat bij het ontbreken van skeletbelasting in vivo osteocyten hypoxie induceert, dit is wanneer osteocyten apoptose ondergaan en osteoclasten rekruteren om bot te resorberen.  Microschade in bot treedt op als gevolg van herhaaldelijke gebeurtenissen van cyclische belasting en lijkt verband te houden met de dood van osteocyten door apoptose, die een signaal lijken af te scheiden naar osteoclasten om hermodellering uit te voeren op een beschadigde plaats. Onder normale omstandigheden scheiden osteocyten grote hoeveelheden TGF-β uit en onderdrukken zo botresorptie, maar wanneer bot ouder wordt, nemen de expressieniveaus van TGF-β af en neemt de expressie van osteoclaststimulerende factoren, zoals RANKL en M-CSF, toe, waarna de botresorptie wordt versterkt, wat leidt tot netto botverlies.
Mechanische stimulatie van osteocyten resulteert in het openen van hemikanalen om PGE2 (een prostaglandine en ATP vrij te maken, naast andere biochemische signaalmoleculen, die een cruciale rol spelen bij het handhaven van de balans tussen botvorming en -resorptie. Een hemikanaal is een membraankanaal dat bestaat uit zes subeenheden.  Een hemikanaal wordt gedefinieerd als de helft van een gap junction-kanaal. Hemikanalen bestaan uit connexinen.
Celdood van osteocyten kan optreden in verband met pathologische aandoeningen zoals osteoporose en artrose, wat leidt tot verhoogde kwetsbaarheid van het skelet, gekoppeld aan het verlies van het vermogen om microschade te detecteren en/of reparatie te signaleren. Uit onderzoek is gebleken dat zuurstofgebrek als gevolg van immobilisatie (bedrust), behandeling met glucocorticoïden en zuurstofonttrekking allemaal de apoptose van osteocyten bevorderen. Het is nu bekend dat osteocyten op verschillende manieren reageren op de aanwezigheid van implantaatbiomaterialen.
|  |  |